# 周承恩
周承恩（？—1832年）為中國清朝武官官員，本籍福建同安。
行伍出身的周承恩於1832年（道光12年）奉旨接替謝建雍，於台灣地區擔任台灣水師協副將。而隸屬台灣鎮之下的此官職是台灣清治時期的這階段，全台灣的海防軍事層級最高武將，其統帥三標水營，數千名水師兵勇。是年，他於張丙案中陣亡。